# Dobšiná
Dobšiná (německy Dobschau, maďarsky Dobsina) je staré hornické město v Košickém kraji, okrese Rožňava. Leží v údolí Dobšinského potoka v střední části Slovenského rudohoří, tvořící samostatný podcelek Revúcké vrchoviny – Dobšinské předhoří.

## Historie
Sídlo bylo založeno počátkem 14. století. Jeho jméno je pravděpodobně odvozeno od Dobšinského potoka, který je v historických pramenech prvně uváděn roku 1320 jako Dupsina fluvius. Toto pojmenování je v současnosti považováno za slovanské. Na pevnou historickou půdu se poprvé dostáváme roku 1326, kdy podle dohody potvrzené jagerskou kapitulou pověřili Bebekovci (Bubekovci), kterým území od roku 1243 patřilo, dědičného rychtáře Mikuláše, Razlova syna, usídlit zde německé horníky na krupinském právu. Za to se mu, kromě jiného, přiznávala jedna třetina výnosu místních dolů.
Díky prosperujícímu hornictví se osada postupně vyvinula na město. Získala právo meče a v roce 1417 od Zikmunda Lucemburského i právo jarmareční. Od konce 15. století je už v pramenech uváděno jako město („civitas“). I díky získaným privilegiím dokázalo město překonat pustošivé vpády. V roce 1540 vyplenil Dobšinou kapitán Muránského hradu Matej Bašo. Od roku 1556 byla Dobšiná poplatná filakovským Turkům, kteří ji zákeřně přepadli 14. října 1584. Město vydrancovali a 352 obyvatel odvlekli do zajetí. Přestože Dobšiná patřila pod štítnické hradní panství, její obyvatelé byli svobodnými měšťany. Vztah k zeměpánovi se uvolňoval zejména po vymření štítnických Bebekovců (Četnekyovců) v roce 1594. Po schválení Maximiliánova hornického řádu v roce 1723 bylo město osvobozeno od zeměpanského poplatku z hornictví a fakticky užívalo práva svobodného královského města. V roce 1756 potvrdila Marie Terezie Dobšiné právo na čtyři výroční trhy. Konaly se 22. února, 12. května, 1. srpna a 8. prosince.

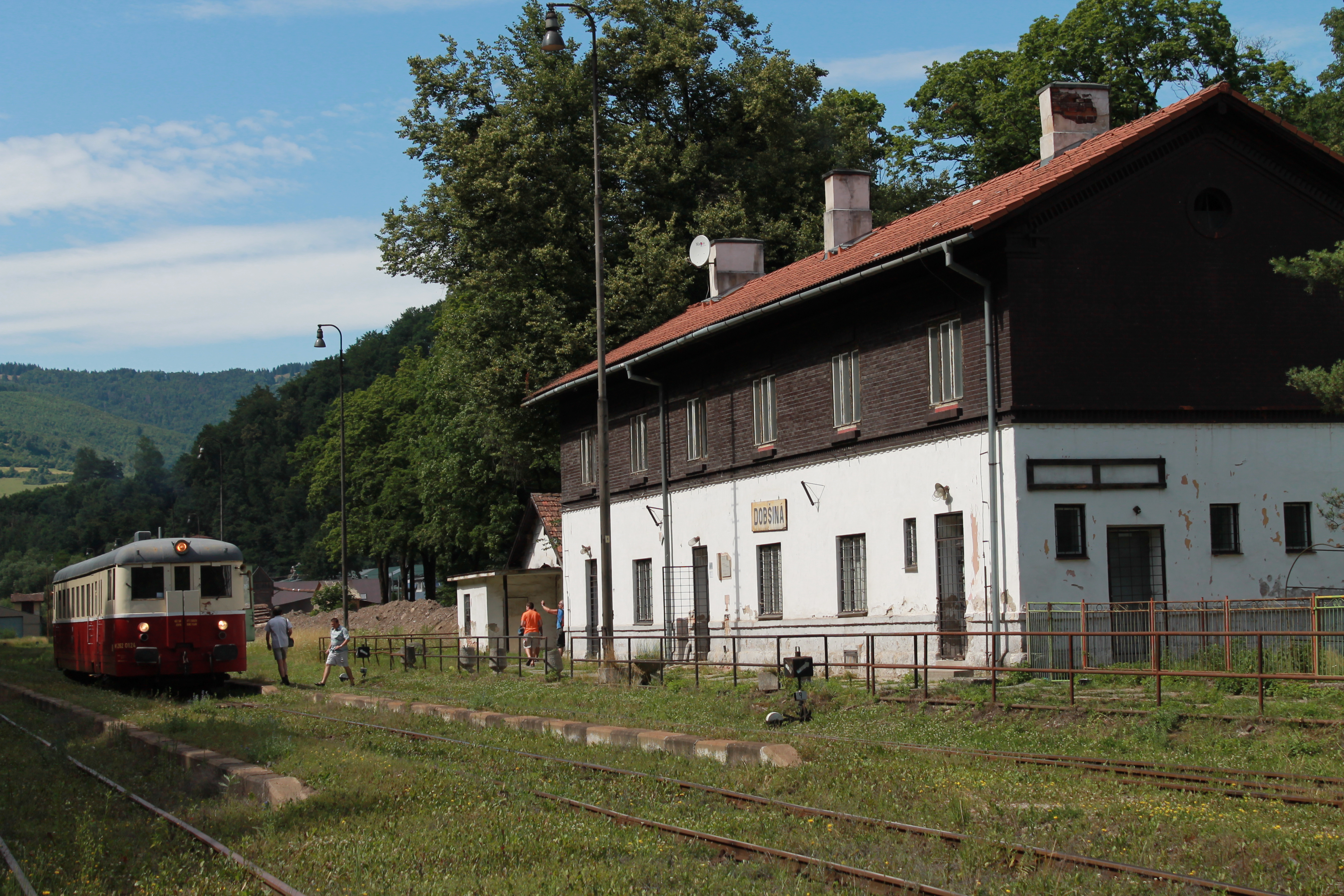
Nádraží v Dobšiné, konečná stanice regionální trati z Rožňavy, na níž byl zastaven provoz v roce 2003

Významnou úlohu sehrávalo město v období protihabsburských povstání. Pro kurucká vojska se dodávala kvalitní ocel z místních hamrů. V době povstání Františka II. Rákócziho byly v Dobšiné zřízené zbrojařské dílny, kde se kovaly meče a odlévaly dělové koule a hlavně pušek. Tyto dílny musely být zbořeny po uzavření Satmárského míru v roce 1711. Některé položily základ místnímu hutnictví a železářskému průmyslu.
Podle tradice tu saský technik Daniel Fischer už v roce 1680 postavil první vysokou pec. Známým železářským podnikatelem byl zejména Pavol Láni, od roku 1706 krajský železářský inspektor Františka II. Rákociho. Lánimu se podařilo vybudovat v Dobšiné poměrně rozsáhlý železářský komplex. V letech 1706 až 1716 dal vybudovat vlastní hutě. Neví se, jestli už šlo o vysoké pece, protože jejich parametry nejsou známy. Jisté je, že v letech 1720 až 1722 dal postavit saskými odborníky vysokou pec na Hnilci v dnešní Dobšinské Maši podle holandského vzoru. Druhou vysokou pec ve Vyšnej Maši začalo stavět město v roce 1755. Tyto pece byly několikrát přestavěny a zanikly v roce 1906, resp. 1919.
Do 17. století bylo obyvatelstvo převážně německé. V roce 1930 tvořilo německé obyvatelstvo asi třetinu obyvatel Dobšiné. Po druhé světové válce bylo německé obyvatelstvo odsunuto. Velkou ranou pro obyvatele města byl masakr na Švédských šancích, kdy důstojník československé armády Karol Pazúr nechal postřílet civilisty vracející se domů do Dobšiné, převážně německé národnosti.

### Partnerská města
- Od roku 1997 s městem Šternberk –  Česko
- Od roku 1999 s městem Teistungen –  Německo
- Od roku 2000 s městem Sajószentpéter –  Maďarsko